# 죠 채펠리
조 셔펠(Joe Chappelle, 영어 발음: /ʃəˈpɛl/)은 미국의 각본가, 프로듀서, 영화 및 텔레비전 감독이다. 상당히 좋은 평가를 받은 HBO 시리즈 더 와이어에 공여한 것으로 알려진 인물이며 6편을 감독했고 3개 시즌을 공동 제작했다. 또, CSI: 마이애미, 프린지 (드라마), 시카고 파이어 (드라마) 등 다른 대중적인 케이블 텔레비전 프로그램들을 제작 및 감독했다.

## 참여 작품

### 텔레비전

#### 프로덕션
- 시카고 파이어 (드라마)
- 프린지 (드라마)
- 더 와이어
- CSI: 마이애미
- CSI: 뉴욕

#### 감독
- 매니페스트 (드라마)
- 시카고 파이어 (드라마)
- 프린지 (드라마)
- CSI: 마이애미
- 더 와이어
- CSI: 뉴욕

### 영화
- 할로윈 6
- 헬레이저 4 브러드라인
- 다크니스 (1998년 영화)